# Egressy Béni Művelődési Központ
Az Egressy Béni Művelődési Központ Kazincbarcika központjában, a Fő téren található többfunkciós kulturális és szabadidős centrum.

## A kezdetek
Egressy Béni - Sajókazinc híres szülöttének, a Szózat zeneszerzőjének - nevét viselő intézményt 1969. december 13-án adták át. Ekkor még külön intézményként működött az Egressy Béni Művelődési Központ, valamint a Városi Könyvtár.

## Története

### Az első 10 év
Az 1970-es évek elejére jellemző volt a gyökerek keresése, a Művelődési Központban működő amatőr művészeti együttesek megalakulása, egymás segítése.
A '70-es évek derekán került sor a hagyományteremtő rendezvények (amatőr színjátszó fesztivál, Országos Pedagógiai Tanácskozás, stb.) valamint új művészeti együttesek alakulására (pl.: citerazenekar).
1978-ban az intézmény az addigi szakszervezeti irányításból önkormányzati irányítás alá került.
A '70-es évek végén indult a mai napig tartó kísérletezések kora: játszóházak, olvasótáborok, "nyitott házas" akciók kora.

### Az ezredfordulóig
1981. július 1-jén a Művelődési Központot és a Városi Könyvtárt összevonták.
1984-ben Kazincbarcika város körzetközpont lett, megnövekedtek az "Egressy" feladatai is, a régió kulturális központjává vált.
Az 1980-as évek végén az intézmény nyitottsága növekedett, még több közéleti nagyszabású rendezvénynek adott otthont.
1990 májusától megnyílik a Gyermekek Háza, majd a Mozi üzemeltetése is (július 1-jétől) az intézmény feladatává vált. Tovább bővült az intézmény szervezetileg és tartalmilag is. Új alkotóközösségek alakultak (Kazincbarcikai Mazsorettek, a Gyermekek Házában működő kézműves csoportok), új nyári fesztiválok születtek (Sörfesztivál, Sajóvölgyi Nemzetközi Folklórfesztivál), s létrejött a szinte egész nyáron át tartó rendezvénysorozat, a Kazincbarcikai Nyár.
A megszűnt Családi és Társadalmi Ünnepeket Szervező Iroda helyén Kisgaléria létesült. Sikerült az intézmény koordináló tevékenysége révén a civil szféra bevonása a közéletbe, valamint a Kazincbarcika Egyesületek Fórumának megalakítása.
Az önkormányzat újabb racionalizációs lépésével 1996-ban a Billa Üdülő működtetését is az intézmény kezelésébe adta.
A könyvtár is tovább fejlődött, s a telematikai és egyéb fejlesztések révén egyre inkább kinőtte a rendelkezésére álló teret.
A közművelődést érintő integrációs folyamatokkal párhuzamosan – szintén racionális döntésként – közművelődési célokat szolgáló épületek lettek átadva új tulajdonosoknak (Herbolyai Művelődési Ház – Don Bosco Általános Iskola Szakiskola Szakközépiskola és Kollégium, Berentei Művelődési Ház és Fiókkönyvtár – Berentei Önkormányzat, Táncsics Művelődési Ház és Fiókkönyvtár – Felsőbarcikáért Alapítvány).

### 2000-től

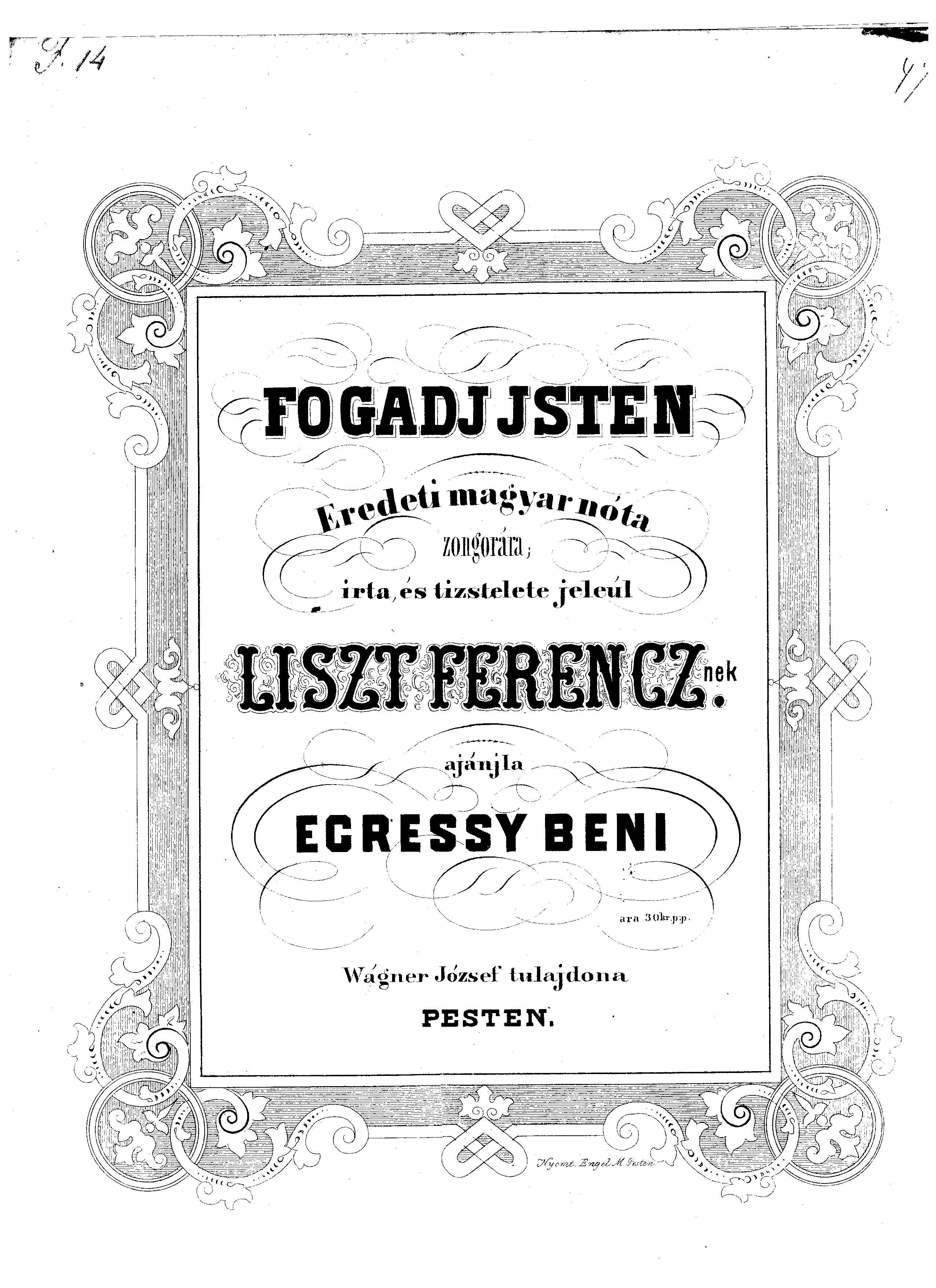
Egressy Béni: Fogadj Isten

1999-ben és a 2000-es években jelentős felújításokon ment keresztül a művelődési központ. Az ezredfordulótól tovább erősödött az intézmény tevékenysége. Újabb alkotóközösségek születtek, illetve kazincbarcikai meghonosodásukat segítette az Egressy (Fáklyafüst Versmondó Kör, akrobatikus rock and roll).
Új fesztivál és nyári rendezvény is született (Borsodi Művészeti Fesztivál, Világzenei Fesztivál, Grill- és Bográcsparty).

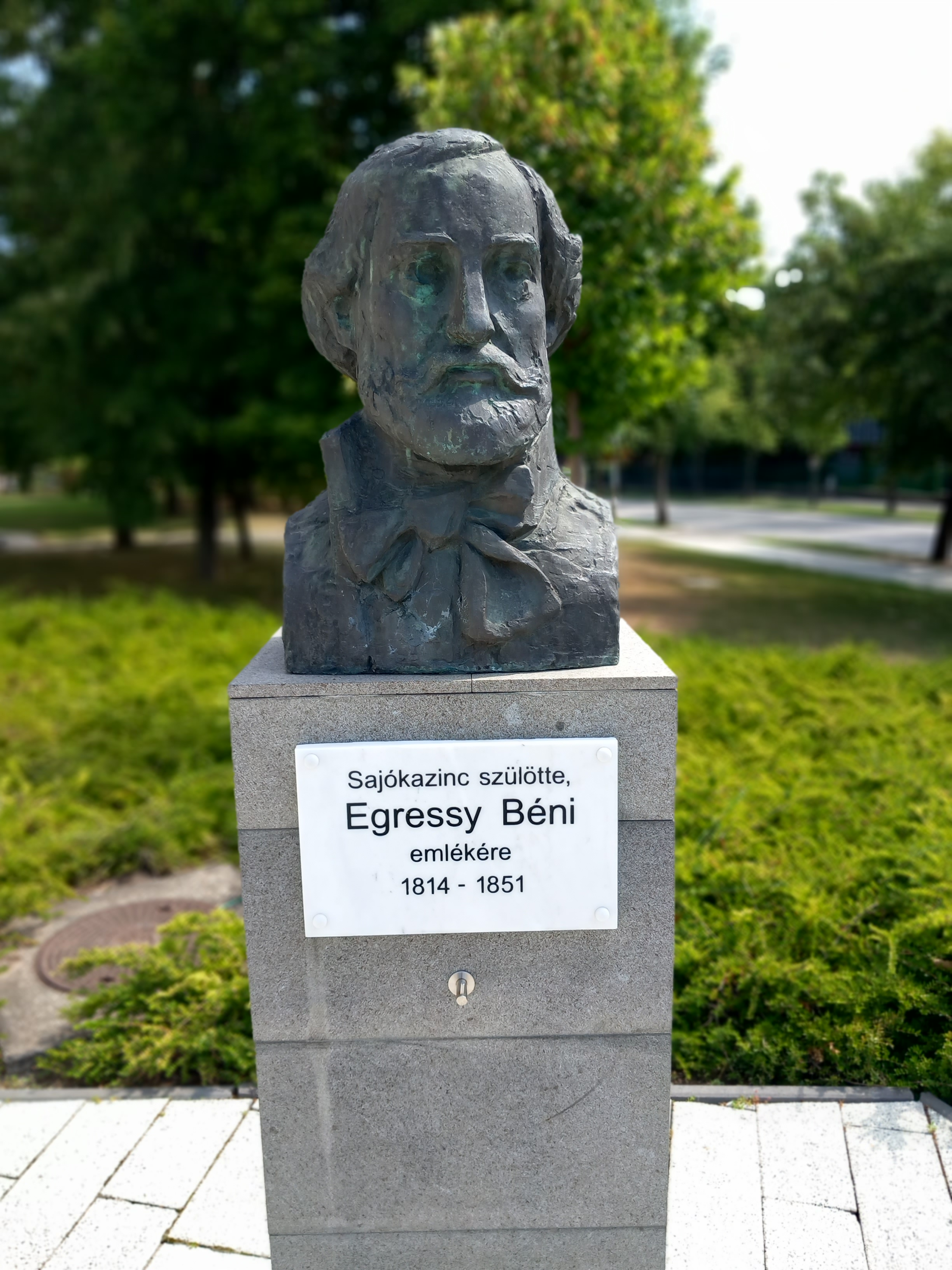
Egressy Béni mellszobra, Nagy István János alkotása (1972)

Folyamatos a kortárs előadó- és képzőművészetek jelenléte a városban, és továbbra is a közélet és a társasági élet központja is az Egressy Béni Művelődési Központ és Könyvtár valamennyi épületegysége.
2005-től az Egressy immár nem csak a város, hanem egész Észak-Borsod kulturális központja.
A 2009/2010-es évadban az EBKKSK fenntartásában 6 amatőr művészeti csoport működik, 4 művészeti területen.
Évente mintegy 1600 rendezvényt bonyolít le. Ennek fele saját szervezésű műsor, másik fele pedig más szervezetek programja, melyet az Egressy egységei befogadnak, valamint kulturális és egyéb infrastruktúrát biztosítanak számukra.
2011. július 1-től Kazincbarcika Város Önkormányzatának Képviselő-testülete létrehozta (a 130/2011. (V.27.) számú határozatával) az Egressy Béni Könyvtár, Kulturális és Sport Központot.
2012. szeptember 1-jétől létrejött a Barcika Art Kft. A cég névváltoztatással a Barcika Ipari Park Kft.-ből jön létre és a Timpanon Kft. kommunikációs feladatait, illetve az Egressy Béni Könyvtár, Kulturális és Sport Központ tevékenységeit viszi tovább - a könyvtári kötelező feladatokat leszámítva, ugyanis azt továbbra is egy külön intézményben, az Egressy Béni Városi Könyvtárban végzik. A Timpanon Kft. kommunikációs munkatársai, valamint az Egressy kulturális és sportszakmai területen tevékenykedő alkalmazottai október 1-jétől kerülnek át az új céghez. A Barcika Art Kft. ügyvezető igazgatói tisztségének betöltésével szeptember 1-jétől 2013. december 31-ig Göndörné Veres Juditot bízták meg.
A 2013-tól megrendezésre kerülő KolorCity Kazincbarcika városmárka megszületése szélesebb teret nyitott a rendezvényszervezésnek.
2014. október 4-én az egykori Újvárosi Általános Iskola helyén megnyitotta kapuit a Mezey István Művészeti Központ. Az Egressy Béni Városi Könyvtár is ide költözött át, az épület földszintjén található.
2019 decemberében a művelődési központ előterében felavatták az Egressy 50. márványtáblát, amit Serfőző Sándor, a ház első igazgatója és Szitka Péter polgármester lepleztek le.

## Intézményegységei 2012-ig

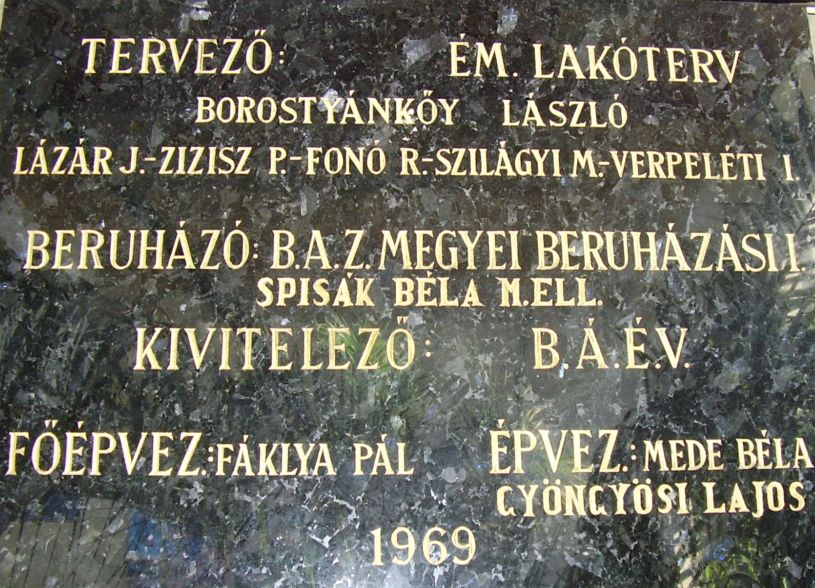
Emléktábla az építők tiszteletére

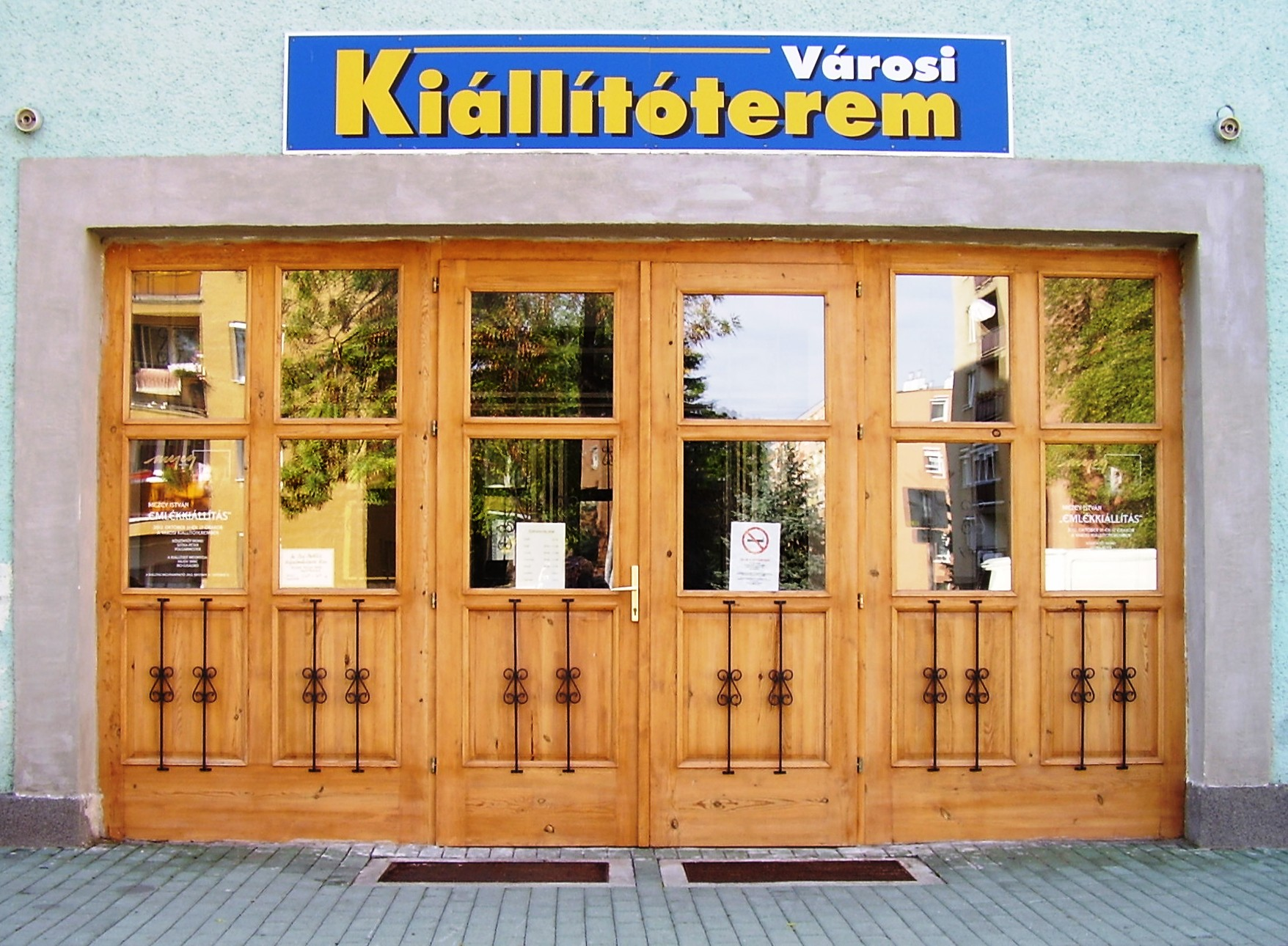
Az egykori Városi Kiállítóterem (Egressy tér 5.)

| Székhely - Művelődési Központ (Fő tér 5.)          | é. sz. 48,254064°, k. h. 20,624054°48.254064°N 20.624054°E |
| Gyermekek Háza (Dózsa Gy. út 49.)                  | é. sz. 48,254433°, k. h. 20,635957°48.254433°N 20.635957°E |
| Ifjúsági Tábor (8252 Balatonszepezd, Csuki tér 4.) | |
| Kazincbarcikai Sporttelep (Akácfa út 2.)           | é. sz. 48,244344°, k. h. 20,614552°48.244344°N 20.614552°E é. sz. 48,242254°, k. h. 20,613754°48.242254°N 20.613754°E é. sz. 48,242378°, k. h. 20,610464°48.242378°N 20.610464°E é. sz. 48,244517°, k. h. 20,609369°48.244517°N 20.609369°E |
| Kisgaléria (Egressy út 35.)                        | é. sz. 48,251621°, k. h. 20,621501°48.251621°N 20.621501°E |
| Tornacsarnok (Egressy út 1.)                       | |
| Tourinform Iroda (Egressy út 35.)                  | é. sz. 48,251621°, k. h. 20,621501°48.251621°N 20.621501°E |
| Városi Kiállítóterem (Egressy tér 5.)              | é. sz. 48,250196°, k. h. 20,621592°48.250196°N 20.621592°E |
| Fotólabor, Fotókör (Derkovits tér 7.)              | é. sz. 48,245068°, k. h. 20,618275°48.245068°N 20.618275°E |

## Állandó programok
| Hónap      | Esemény |
| ---------- | --- |
| Január     | Újévi koncert A Magyar Kultúra Napja |
| Február    | Farsangi játszóház Bálok |
| Március    | Szabó Zoltán Vers- és Prózamondó Verseny (7-10 éveseknek) Petőfi Sándor Vers- és Prózamondó Verseny (10-14 éveseknek) Gyermek "Ki mit tud?" (7-14 évesek részére) Kulturális programok Március 15. alkalmából Nőnapi bál Tavaszi szünidei programok gyerekeknek Húsvéti játszóház |
| Április    | Országos Rejtvényfejtő Bajnokság Költészet napi program Egressy Béni Nemzetközi Szavalóverseny (diákoknak) Egressy-nap Ovis Gála (4-6 éveseknek) |
| Május      | Kazincbarcikai Majális Vidám Gyermeknapok a Gyermekkönyvtárban Gyermeknapi programok Jazz + Feszt jazzfesztivál |
| Június     | Borsodi Művészeti Fesztivál (10 napos művészeti rendezvénysorozat minden évben e hónap végén.) |
| Július     | Nemzetközi Színjátszó Fesztivál (2 évente - minden páros évben) Kazincbarcikai Korzó |
| Augusztus  | Sajóvölgyi Nemzetközi Folklórfesztivál (néptánc és népzenei fesztivál) Ünnepi programok Augusztus 20. alkalmából (nemzetközi gála, tűzijáték) |
| Szeptember | Évadnyitó programok Diákparádé |
| Október    | Ünnepi programok Október 23. alkalmából) |
| November   | |
| December   | Adventtől Újévig programsorozat Adventi játszóházi sorozat Gyermekkönyvhét a Gyermekkönyvtárban Szilveszteri bál |

## Fesztiválok
- Borsodi Művészeti Fesztivál (minden év június végén 11 napos professzionális összművészeti fesztivál)
- Ifj. Horváth István Nemzetközi Színjátszó Fesztivál (a páros években július elején a hazai színjátszás 5 napos csúcsfesztiválja: 10 hazai és 8 külföldi együttes bemutatkozásával)
- Sajóvölgyi Nemzetközi Folklórfesztivál (minden év augusztus első hetében)
- Fúvószenekarok és Mazsorett Együttesek Találkozója (minden év augusztus végén)

## Művészeti csoportok
- Izsó Miklós Képzőművészeti Kör (1958-tól)
- Borsod Néptáncegyüttes (1959-től)
- Kamera Fotókör (1968-tól)
- Citerazenei Műhely (1974-től)
- Kazincbarcikai Ifjúsági Mazsorett Együttes (1996-tól)
- Fáklyafüst Versmondó Kör (2001-től)

## Igazgatói
- Serfőző Sándor (1970–1973)[1]
- Czeglédi Lajos (1974–1978)
- Hazag Mihály (1978–1991)[4]
- Sajó Attila (1991–2008)
- Kerekes Ottó (2008–2012)